# Indonesische parlementsverkiezingen 1955
De parlementsverkiezingen in Indonesië in 1955 waren twee verkiezingen in Indonesië: op 29 september werd er gestemd voor de Volksvertegenwoordigingsraad (DPR) en op 15 december voor de "grondwetscommissie", de Konstituante. Dit waren de eerste verkiezingen in Indonesië na de onafhankelijkheid in 1945.
Na de verkiezingen vond de eerste zitting van de DPR plaats in maart 1956 en de eerste van de Konstituante in november 1956. Beide gekozen parlementen werden op 5 juli 1959 ontbonden door president Soekarno en vervangen door een door de president benoemd parlement: het begin van de geleide democratie. De eerstvolgende verkiezingen vonden pas plaats in 1971.

## Achtergrond
Na de onafhankelijkheidsverklaring in 1945 was het de bedoeling om verkiezingen te houden in januari 1946, maar door de Indonesische Onafhankelijkheidsoorlog was dit niet mogelijk. Na de oorlog namen alle kabinetten het houden van verkiezingen op in het kabinetsprogramma, maar keer op keer zonder succes. Redenen hiervoor waren onder andere dat leden van de tijdelijke DPR bang waren hun zetel kwijt te raken en dat seculiere partijen bang waren voor een grote winst voor de islamitische partijen. Een verkiezingswet werd uiteindelijk aangenomen door het kabinet-Wilopo op 1 april 1953. In de wet was vastgelegd dat er één zetel per 150.000 inwoners zou zijn en dat iedereen van 18 of ouder stemrecht zou hebben.
De voorbereidingen voor verkiezingen werden voortgezet door het volgende kabinet-Ali Sastroamidjojo I. In de verkiezingscampagne ging het vooral tussen de seculiere PNI en de islamitische Masjoemi-partij. PNI betichtte Masjoemi ervan een islamitische staat te willen maken van Indonesië. Omgekeerd werd PNI ervan beschuldigd anti-islamitisch te zijn. Vooral vanuit islamitische hoek werd er ook gewaarschuwd voor de opkomst van de Communistische Partij van Indonesië (PKI). Het kabinet-Ali Sastroamidjojo I viel twee maanden voor de verkiezingen en werd opgevolgd door het kabinet-Boerhanoeddin Harahap, dat het organiseren van de verkiezingen als belangrijkste taak had.

## Uitslagen
De uitslagen van de verkiezingen voor de DPR in september en voor de Konstituante in december waren zeer vergelijkbaar. Bij beide verkiezingen waren de vier grootste partijen verreweg de PNI, Masjoemi, Nahdlatul Ulama en de Communistische Partij. Masjoemi trok vooral stemmen buiten het eiland Java, terwijl de andere drie partijen vooral op Java populair waren. Op basis van de verkiezingsuitslag werd het kabinet-Ali Sastroamidjojo II samengesteld.

### Volksvertegenwoordigingsraad
| Partij | Partij                                                              | Stemmen    | Percentage | Zetels |
| ------ | ------------------------------------------------------------------- | ---------- | ---------- | ------ |
|        | Indonesische Nationale Partij (PNI)                                 | 8.434.653  | 22,32      | 57     |
|        | Masjoemi                                                            | 7.903.886  | 20,92      | 57     |
|        | Nahdlatul Ulama (NU)                                                | 6.955.141  | 18,41      | 45     |
|        | Communistische Partij van Indonesië (PKI)                           | 6.179.914  | 16,36      | 39     |
|        | Indonesische Islamitische Vereniging Partij (PSII)                  | 1.091.160  | 2,89       | 8      |
|        | Indonesische Christelijke Partij (Parkindo)                         | 1.003.326  | 2,66       | 8      |
|        | Katholieke Partij                                                   | 770.740    | 2,04       | 6      |
|        | Indonesische Socialistische Partij (PSI)                            | 753.191    | 1,99       | 5      |
|        | Bond van Ondersteuners van de Indonesische Onafhankelijkheid (IPKI) | 541.306    | 1,43       | 4      |
|        | Islamitische Onderwijsbeweging (Perti)                              | 483.014    | 1,28       | 4      |
|        | Nationale Volkspartij (PRN)                                         | 242.125    | 0,64       | 2      |
|        | Arbeiderspartij                                                     | 224.167    | 0,59       | 2      |
|        | Beweging voor Verdediging van de Panca Sila (GPPS)                  | 219.985    | 0,58       | 2      |
|        | Indonesische Volkspartij (PRI)                                      | 206.161    | 0,55       | 2      |
|        | Personeelsvereniging van de politie (P3RI)                          | 200.419    | 0,53       | 2      |
|        | Murba                                                               | 199.588    | 0,53       | 2      |
|        | Overlegorgaan voor de Indonesische Nationaliteit (Baperki)          | 178.887    | 0,47       | 1      |
|        | Groots Indonesië Vereniging-Wongsonegoro (PIR-W)                    | 178.481    | 0,47       | 1      |
|        | Indonesische Beweging (Gerinda)                                     | 154.792    | 0,41       | 1      |
|        | Indonesische Marhaenistische Volksunie (Permai)                     | 149.287    | 0,40       | 1      |
|        | Unie van Dajaks (PPD)                                               | 146.054    | 0,39       | 1      |
|        | Groots Indonesië Vereniging-Hazairin (PIR-H)                        | 114.644    | 0,30       | 1      |
|        | Islamitische Tharikah Eenheidspartij (PPTI)                         | 85.131     | 0,22       | 1      |
|        | Islamitische Overwinningsmacht (AKUI)                               | 81.454     | 0,21       | 1      |
|        | Unie van Dorpelingen (PRD)                                          | 77.919     | 0,21       | 1      |
|        | Volkspartij voor een Onafhankelijk indonesië (PRIM)                 | 72.523     | 0,19       | 1      |
|        | Jonge Communistenmacht (Acoma)                                      | 64.514     | 0,17       | 1      |
|        | R. Soedjono Prawirosoedarso                                         | 53.306     | 0,14       | 1      |
|        | Overige                                                             | 1.022.433  | 2,71       | -      |
| Totaal | Totaal                                                              | 37.785.299 | 100,00     | 257    |

### Konstituante
| Partij | Partij                                                              | Stemmen    | Percentage | Zetels |
| ------ | ------------------------------------------------------------------- | ---------- | ---------- | ------ |
|        | Indonesische Nationale Partij (PNI)                                 | 9.070.218  | 23,97      | 119    |
|        | Masjoemi                                                            | 7.789.619  | 20,59      | 112    |
|        | Nahdlatul Ulama (NU)                                                | 6.989.333  | 18,47      | 91     |
|        | Communistische Partij van Indonesië (PKI)                           | 6.232.512  | 16,47      | 80     |
|        | Indonesische Islamitische Vereniging Partij (PSII)                  | 1.059.922  | 2,80       | 16     |
|        | Indonesische Christelijke Partij (Parkindo)                         | 988.810    | 2,61       | 16     |
|        | Katholieke Partij                                                   | 748.591    | 1,99       | 10     |
|        | Indonesische Socialistische Partij (PSI)                            | 695.932    | 1,84       | 10     |
|        | Bond van Ondersteuners van de Indonesische Onafhankelijkheid (IPKI) | 544.803    | 1,44       | 8      |
|        | Islamitische Onderwijsbeweging (Perti)                              | 465.359    | 1,23       | 7      |
|        | Nationale Volkspartij (PRN)                                         | 220.652    | 0,58       | 3      |
|        | Arbeiderspartij                                                     | 332.047    | 0,88       | 5      |
|        | Beweging voor Verdediging van de Panca Sila (GPPS)                  | 152.892    | 0,40       | 2      |
|        | Indonesische Volkspartij (PRI)                                      | 134.011    | 0,35       | 2      |
|        | Personeelsvereniging van de politie (P3RI)                          | 179.346    | 0,47       | 3      |
|        | Murba                                                               | 248.633    | 0,66       | 4      |
|        | Overlegorgaan voor de Indonesische Nationaliteit (Baperki)          | 160.456    | 0,42       | 2      |
|        | Groots Indonesië Vereniging-Wongsonegoro (PIR-W)                    | 162.420    | 0,43       | 2      |
|        | Indonesische Beweging (Gerinda)                                     | 157.976    | 0,42       | 2      |
|        | Indonesische Marhaenistische Volksunie (Permai)                     | 164.386    | 0,43       | 2      |
|        | Unie van Dajaks (PPD)                                               | 169.222    | 0,45       | 3      |
|        | Groots Indonesië Vereniging-Hazairin (PIR-H)                        | 101.509    | 0,27       | 2      |
|        | Islamitische Tharikah Eenheidspartij (PPTI)                         | 74.913     | 0,20       | 1      |
|        | Islamitische Overwinningsmacht (AKUI)                               | 84.862     | 0,22       | 1      |
|        | Unie van Dorpelingen (PRD)                                          | 39.278     | 0,10       | 1      |
|        | Volkspartij voor een Onafhankelijk indonesië (PRIM)                 | 143.907    | 0,38       | 2      |
|        | Jonge Communistenmacht (Acoma)                                      | 55.844     | 0,15       | 1      |
|        | R. Soedjono Prawirosoedarso                                         | 38.356     | 0,10       | 1      |
|        | Soendanese Verkiezingsbeweging                                      | 35.035     | 0,09       | 1      |
|        | Indonesische Boerenpartij                                           | 30.060     | 0,08       | 1      |
|        | Radja Keprabonan                                                    | 33.660     | 0,09       | 1      |
|        | Beweging van de Stier van de Republiek Indonesië (GBRI)             | 39.874     | 0,11       | 1      |
|        | Groots Indonesië Vereniging-West-Nusa Tenggara (PIR-NTB)            | 33.823     | 0,09       | 1      |
|        | L.M. Idrus Effendi                                                  | 31.988     | 0,08       | 1      |
|        | Overige                                                             | 426.856    | 1,13       | -      |
| Totaal | Totaal                                                              | 37.837.105 | 100.00     | 514    |